# Schlüsselbart

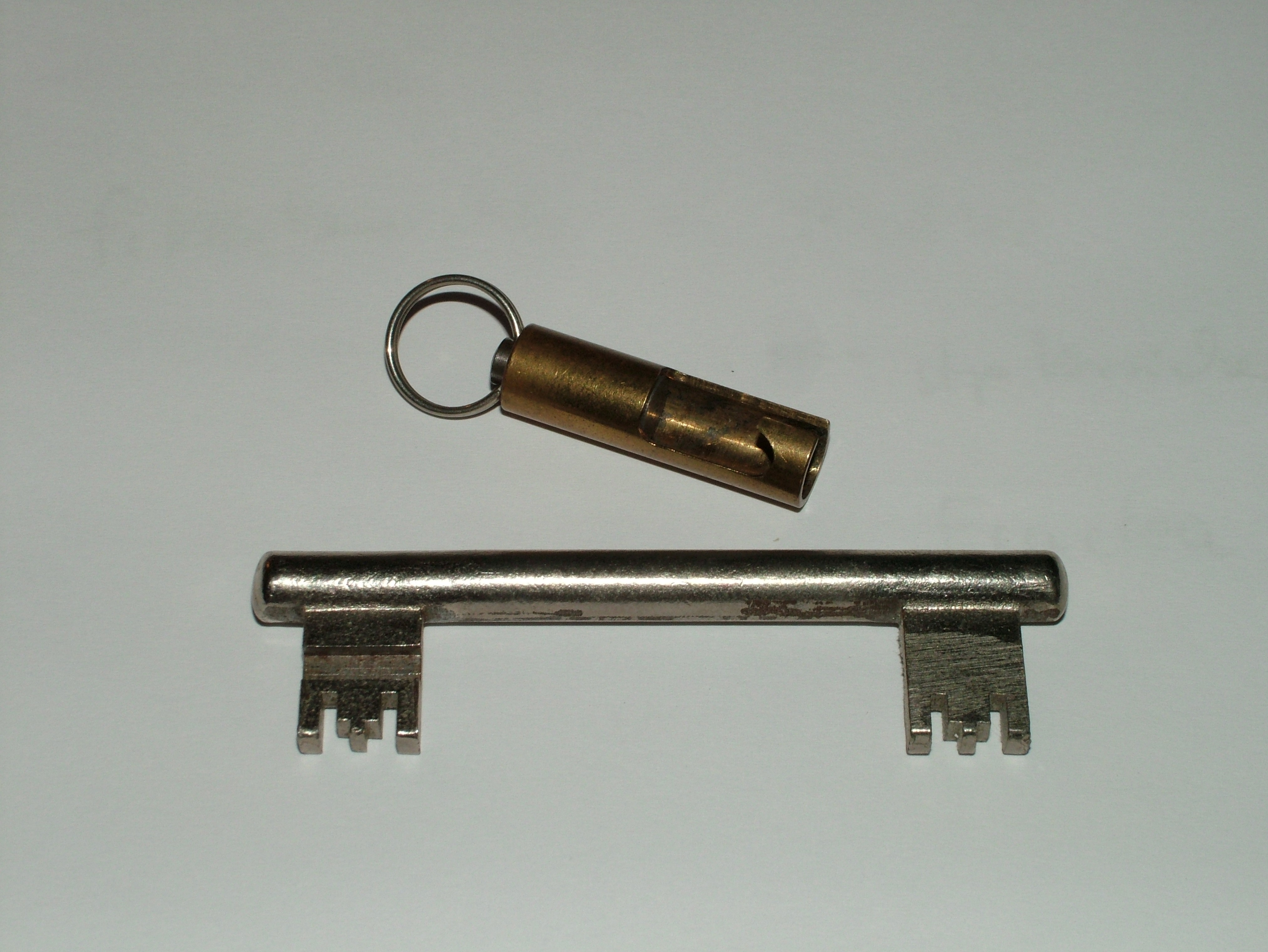
Berliner Schlüssel mit zwei Bärten

Der Schlüsselbart ist bei einem Schlüssel derjenige Teil, der nach der Einführung des Schlüssels in das Schlüsselloch bei der Drehung des Schlüsselrings den Schlossriegel erfasst. Der Schlüsselbart geht in einer Führung, als deren Querschnitt die Einschnitte des Schlüsselbarts erscheinen.
Je komplexer der Querschnitt und je genauer die Führung ist, desto sicherer ist das Schloss gegenüber unbefugtem Öffnen.
Unter anderem gibt es: Schlüssel mit Bart (z. B. Buntbartschlüssel und Chubb-Schlösser), Schlüssel mit Doppelbart (z. B. bei Tresoren oder für die Scharf/Unscharfschaltung von Alarmanlagen verwendet), Durchsteckschlüssel, Kreuzbartschlüssel etc.